# Cymodoce spinula
Cymodoce spinula is een pissebed uit de familie Sphaeromatidae. De wetenschappelijke naam van de soort is voor het eerst geldig gepubliceerd in 2001 door Yousuf & Javed.